# Starchild (cranio)
Starchild (in italiano "bambino delle stelle") è il nome con cui è noto in ambito pseudoscientifico un cranio deforme di un bambino, trovato intorno al 1930 da una ragazzina messicana in una miniera abbandonata accanto ai resti di una donna. La forma del cranio particolarmente rigonfia ha generato la leggenda metropolitana secondo cui apparterrebbe a un ibrido tra un umano e un alieno, affine allo stereotipo fantascientifico degli alieni grigi. Tali tesi sono state ideate e diffuse dallo scrittore statunitense Lloyd Pye, che attribuì il nome al teschio.

## Ritrovamento
Lloyd Pye venne a conoscenza del teschio dalla coppia di sposi Ray e Melanie Young, nella città di El Paso (Texas), che glielo avrebbero successivamente affidato nel febbraio 1999. Nello stesso anno i coniugi Young fondarono un'associazione senza scopo di lucro denominata The Starchild Project.
Gli Young testimoniarono d'esser entrati in possesso del reperto intorno al 1930 tramite una ragazzina messicana di 13-15 anni che, a sua volta, disse di aver ritrovato il teschio mentre giocava in una miniera abbandonata a circa 160 km a sud-ovest dalla città di Chihuahua. Secondo le testimonianze riportate, il teschio giaceva accanto a uno scheletro umano supino, successivamente rinvenuto e analizzato, appartenuto probabilmente a una donna amerinda morta a un'età stimata fra i 20 e i 30 anni.

## Caratteristiche
Il teschio fu sottoposto nel 2000 alla datazione con il carbonio-14, grazie alla quale fu stabilita l'età di circa 900 anni. Fu inoltre sottoposto ad analisi a raggi X, al microscopio atomico e TAC. Le analisi chimiche confermarono che il teschio è composto principalmente da idrossiapatite di calcio, cioè il materiale del quale è composto un normale cranio od osso umano.
In base alle analisi effettuate sulla mascella destra superiore, pare che il cranio fosse appartenuto a un bambino di età compresa tra i 4 e i 5 anni; tuttavia il volume cerebrale ammonta a 1600 cm³, ovvero a 200 cm³ in più rispetto alla media di un cervello umano adulto e 400 cm³ in più di un adulto con un cranio della stessa grandezza.
Il teschio presenta diverse evidenti anomalie morfologiche rispetto a un normale umano:
- l'area parietale sporge da entrambi i lati delle orbite senza alcuna traccia di tempie normali;
- le cavità oculari sono troppo poco profonde rispetto alla norma;
- le orbite sono ovali e completamente cave;
- i canali del nervo ottico sono deviati in basso e in dentro in modo da rendere molto inverosimile la mobilità del normale bulbo oculare;[8]
- l'attaccatura del collo è in posizione anomala;
- i seni paranasali frontali sono assenti e la superficie è regolare dalle arcate sopraccigliari fino all'inizio del setto nasale.

Tali caratteristiche indicano che il bambino era affetto da deformazioni congenite del cranio. Secondo Steven Novella, il bambino soffriva di idrocefalo non curato. Adelina Chow, avvalendosi del parere di medici specializzati, ha concluso che Starchild "soffriva di vari difetti umani congeniti" che avevano causato una pronunciata brachicefalia e un'anomalia della sutura frontale.
Sul cranio fu eseguita un'analisi del DNA al BOLD di Vancouver nel 1999. Tale esame mostrò la presenza di cromosomi X e Y, confermando quindi che Starchild era un bambino di sesso maschile. Un successivo esame del DNA mitocondriale eseguito nel 2003, l'anno della scoperta della mappatura completa del genoma umano ai laboratori della Trace Genetics indicò che Starchild e il cranio della donna ritrovata accanto a lui nella miniera messicana appartenevano a diversi aplogruppi amerindi e quindi la donna non poteva esserne la madre.

## Galleria d'immagini

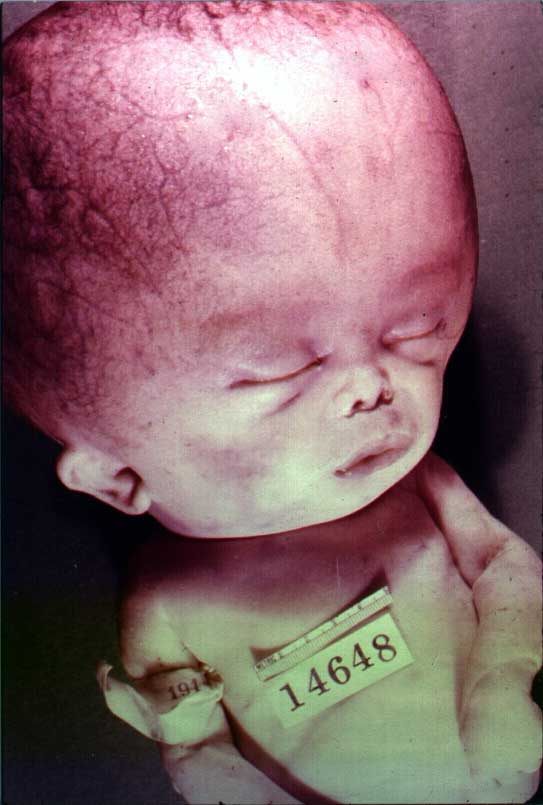
Ricostruzione di Starchild
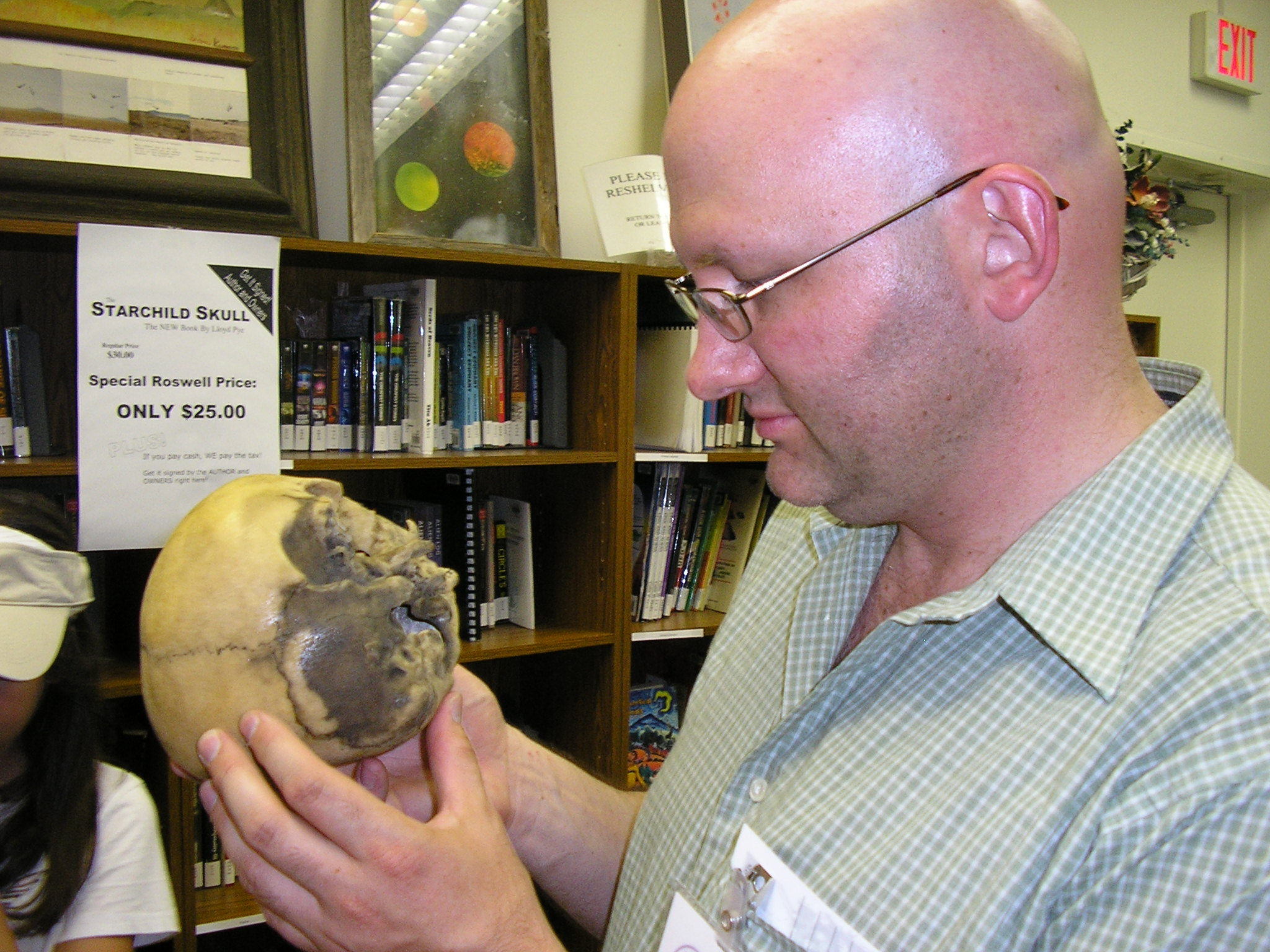
Benjamin Radford esamina una replica di Starchild, da alcuni ritenuto un ibrido alieno/umano, al Roswell UFO festival